# Conescharellina africana
Conescharellina africana är en mossdjursart som beskrevs av Cook 1966. Conescharellina africana ingår i släktet Conescharellina och familjen Biporidae. Inga underarter finns listade i Catalogue of Life.